# 帰還者の魔法は特別です
『帰還者の魔法は特別です』（きかんしゃのまほうはとくべつです、朝: 귀환자의 마법은 특별해야 합니다、英: A Returner's Magic Should Be Special）は、Usonanによるウェブ小説。2016年9月2日から2019年8月3日までカカオページにて連載された。また、Wookjakgaによるウェブトゥーンが2018年5月19日からカカオページにて連載されているほか、日本でもデジタル版が2019年7月4日にピッコマにて連載され、紙版が2021年8月20日からKADOKAWAにより発売された。

## あらすじ
3626年。「影の世界」ーーそれは絶えず世界を侵食し、すべてを黒い霧で覆い尽くそうとする異次元空間。世界を救う方法はただ一つ、浸食が進む前に「影の世界」を「攻略」すること。
人類は幾度もその脅威を乗り越えてきたが、10年前に発生した最悪の災害「影の迷宮」はあまりにも強大で、世界は滅亡へと向かっていた。
青年魔法使いのデジール・アルマンは、影の世界で起きた戦争で多くの仲間を失う。
その後、5人の仲間と共に「影の迷宮」最後のボス、流星級破滅竜ボロミア・ナポールをついに倒すことが出来たが、同時にナポールの心臓内部に大量に溜まっていたマナが行き場を失い大爆発。
デジールは死を覚悟し、意識を手放したーーが、気付くと、13年前の魔法学院「ヘブリオン学園」の入学試験当日に戻っていた。
入学試験で、かつての仲間であるロマンティカやアゼストに再会し、思わず声をかけてしまったデジール。しかし、彼女たちに過去の記憶は無かった。
「二度とあんな絶望は繰り返さない！」デジールは決意を固め、仲間と世界を救うため、影の迷宮による悲惨な結末を回避すべく行動を開始する。

## 登場人物
デジール・アルマン
声 - 寺島拓篤
本作の主人公である青年魔法使い。孤児院の出であり平民。
相手の魔法を解析して分解・逆利用する「逆算」魔法を使える。
「影の迷宮」の戦争によって世界滅亡の間際、どういうわけか13年前の世界（3613年）に帰還し、ヘブリオン学園に再び入学。本来の時間で世界が滅亡したことを悔い、学園で仲間を集め滅亡を繰り返させないために立ち向かおうとする。
ランキング戦ではアゼストと一対一の戦いになるが、アゼストを倒すのではなく影の世界のクリア条件を先に満たす、という形で勝利し、ロマンティカ・プラム共々アルファクラスへと移動した。
ロマンティカ・エル
声 - 鈴代紗弓
魔法使い。属性は風。自信家。帰還前からデジールの仲間だったが、「影の迷宮」を攻略中に死亡した。
貴族なのだが、元は商人の平民が金で地位を買った、という経緯を持つ家系であるため貴族としては認められておらず、ヘブリオン学園内では冷遇されている。そのため貴族でありながらベータクラスでの入学となってしまっている。
可愛いものに目が無く、特に体が小さく小動物のような印象を与えるプラムを気に入っている。
ロマンティカの出自を知らない生徒、ドネータ・ハーデンによってブルームーンに勧誘されるが、その後の酷い待遇を知っているデジールによって阻止され、プラムをダシに使われたことと「あんたの秘密を暴いてやる」という名目でデジールのグループに入った。
ランキング戦ではブルームーンに勧誘したドネータがロマンティカ自身から出自を教えられたことで逆恨みされ襲撃を受けるが、プラムとの連携で見事に返り討ちにする。
プラム・シュナイザー
声 - 藤原夏海
平民。小柄だが俊足で、小動物のような印象を与える剣士。ロマンティカと同じく帰還前からデジールの仲間だったが、「影の迷宮」を攻略中に死亡した。
幼少期より剣術の腕を磨き上げ、平民でありながら剣士としての実力は貴族にも劣らない存在。
貴族の父親と平民の母親の間に生まれ、いざこざを避ける為母親のもとで、父親に一切会うことも無く育てられた。
デジールとは模擬戦においてアルファクラスでブルームーンの生徒パーシヴァルから執拗に攻撃を受けたところを庇われて出会い、第一印象から好印象となっている。
餞別として特殊な素材で作られたレイピアを託されているのだが、そのレイピアが鑑定の結果剣としては価値が無いと言われ、一切会うことの無かった父親の愛情を信じる事が出来ずレイピアを放置し、デジールと出会った当初は無理に自分の適正と異なる大剣を使って戦っていた。なお、帰還前は経緯は不明だが普通にレイピアを使用していた。
実際には恋人相手に送るケムヴィーンとして作られた鞘に納められ、柄の溝に爪をひっかけながら引くことで鞘を抜く事ができる。中の刀身は「ブランシウム」という最高級の金属で作られた強力なレイピアである。
デジールの介入でレイピアの正体と刀身に刻まれたプラムへの文字を知り、父親の愛情を信じられるようになった。また父親への誤解を解いてくれた恩からデジールにより懐くようになった。
ランキング戦では以前に戦ったパーシヴァルに狙いを付けられるが、ロマンティカとの連携で返り討ちに成功する。
アゼスト・キングスクラウン
声 - 瀬戸麻沙美
貴族であり、剣術と魔法両方を使う魔剣士。属性は氷。ヘブリオン学園のパーティの中で最高峰であるブルームーンに所属している。表情が動くことが少ないため感情が分かりづらいが、実は負けず嫌いな性格。
帰還前に起きた世界滅亡のきっかけである「影の迷宮」ではデジールと共に最後まで戦い切り、共にマナの大爆発に巻き込まれた。しかし彼女はタイムスリップをしておらず、帰還前の記憶は無い。
魔法使いとして高ランクのうえに、騎士を上回る剣の腕を持ち、遠近共に全く隙が無い。またデジールとの戦闘中に、今までやったこともない最高難易度の技術である「魔法剣」をぶっつけ本番で成功させるなど、驚異的な成長速度を持つ。
強すぎて対等な相手がいないことに退屈している節があり、帰還前はいつもつまらなさそうにしていた、とデジールは語っている。帰還後では入学試験においてデジールに敗北することで対抗心を燃やし始めた。
ランキング戦でデジールに再び負け、ブルームーンの顧問のパグマンに罵倒された時にデジール達の仲の良さを思い出し、連携の全く無いブルームーンに愛想を尽かし脱退。アルファクラスに移動したデジール達のパーティに入った。
ブリジット
ヘブリオン学園の教授。平民を見下す差別意識が多い教師達の中で、数少ない平民にも平等に接する人。
パグマン
ヘブリオン学園の教授であり学園最強のパーティであるブルームーンの顧問。典型的な血統主義者であり、平民を見下している。
ラパエル
剣聖「光の騎士」。
ドネーフ・アスラン
エステバンの王。
ジョード・エクサリオン
魔塔主「大賢者」。ランク7。
ボロミア・ナポール
影の世界に住むドラゴン。言葉を話す事ができる。影の世界において最後に戦うことになる存在である。
帰還前の世界では無事討伐する事ができたが、死亡後心臓の膨大なマナが行き場を失い暴走・爆発するという形で反撃を行い、デジールを全滅させた。

## 用語
影の世界
この世界を侵食する災害。外からは黒い霧で覆われるように見え、黒い霧に覆われると影の世界に飲み込まれる。
影の世界がどうなっているのかは外部の人間に知る方法は無く、中に入るとあらゆる生命体は生きることは出来ないとされる。
影の世界に入り、クリア条件を満たして攻略することで侵食を止められる。
ちなみに人工的に生成する事ができ、試験や模擬戦などに活用されている。
へブリオン学園
大陸一の魔法学園。入学試験における上位600人のみが入学を許される。
魔力を燃料に稼働する設備やIDカード、空中に投影されるモニター、影の世界に入るためのゲートなど、魔法を地盤に近未来的な設備が整えられている。
生徒の所属は貴族が在籍するアルファクラスと、平民が在籍するベータクラスに分類される。
教師は血統至上主義を掲げて貴族を優遇し、平民を見下すものが多いため、アルファクラスばかり優遇されベータクラスはまともに教育を受けられていない。
制度上はベータクラスの者がランキング戦で上位9位以内にはいればアルファクラスに移動することも可能ではあるのだが、貴族と平民には強い格差による実力差が存在するため、ランキング戦の上位はアルファクラスが独占し、実現はほぼ不可能となっている。
貴族と平民
この世界では貴族と平民の間に強い格差が存在し、貴族は教育を受けられて実力をつけていく一方で、平民は何の教育をされていないため実力を付けられず見下されている。
貴族は基本的に血統至上主義を掲げており、相手が貴族の地位を持っていても平民の血が混じっている場合、平民と同じように見下している。
ランキング戦
へブリオン学園で行われる、複数人で構成されるパーティ同士で戦う模擬戦。過去に起きた事件を再現した影の世界で戦闘を行い、相手パーティを倒す、または過去に起きた事件を自分のパーティが解決し影の世界のクリア条件を満たすことで勝利となる。
勝てば勝つほど順位が上がっていき、ベータクラスの者はランキングで上位9位以内になることでアルファクラスへの在籍資格が与えられる（が、最終的な判断は教師によるものであるため、仮に1桁になったとしてもアルファクラスに在籍できるかどうかは別問題である）。

## 書誌情報
- Usonan（原作）・Wookjakga（漫画）『帰還者の魔法は特別です』KADOKAWA〈MFコミックス〉、既刊3巻（2023年10月23日現在）
  1. 2021年8月20日発売、ISBN 978-4-04-680661-1
  2. 2022年7月23日発売、ISBN 978-4-04-681538-5
  3. 2023年10月23日発売、ISBN 978-4-04-682945-0

## テレビアニメ
2023年3月25日に開催された「AnimeJapan 2023」にてテレビアニメ化が発表された。2023年10月から12月までTOKYO MXほかにて放送された。また、第2期制作が決定している。

### スタッフ
- 原作 - Usonan[3]、Wookjakga（D&C WEBTOON Biz. 発行）[3]
- 監督 - 川口太詩[3]
- シリーズ構成・脚本 - 鴻野貴光[3]
- キャラクターデザイン - 加藤裕美[3]
- プロップデザイン - 橋口翔太郎[3]
- 色彩設計 - 松山愛子[3]
- 美術監督 - 岩瀬栄治[3]
- 美術デザイン - 金平和茂[3]、平澤晃弘[3]、奥村泰浩[3]、藤瀬智康[3]
- 3DCGディレクター - 熊井啓太
- 撮影監督 - 今泉秀樹[3]
- 編集 - 兼重涼子[3]
- 音響監督 - 濱野高年[3]
- 音響効果 - 小山恭正[3]
- 音響制作 - マジックカプセル[3]
- 音楽 - 東大路憲太[3]
- 音楽制作 - アニプレックス
- 音楽プロデューサー - 山内真治
- チーフプロデューサー - 中山信宏
- プロデューサー - 古橋宗太、髙橋佳那子、カク・ヘウン、パク・ジンヘ、キム・アヨン
- アニメーションプロデューサー - カルキ ラジーブ
- アニメーション制作 - アルボアニメーション[3]
- 製作 - アニプレックス、クランチロール、D&C WEBTOON Biz、Kakao piccoma

### 主題歌
「GET BACK」
FLOWによる第1期オープニングテーマ。作詞はKOHSHI ASAKAWA、作曲はTAKESHI ASAKAWA、編曲はFLOW。
「6を撫でる」
ももすももすによる第1期エンディングテーマ。作詞・作曲はももすももす。

### 各話リスト
| 第一話   | 破滅         | 川口太詩          | 川口太詩 | 関藤寛生 橋口翔太郎 阪口詩織 高橋宏郁                                                              | 田仲太朗 阪口詩織          | 2023年 10月8日 |
| 第二話   | 試験         | 川口太詩          | 川口太詩 | 関藤寛生 橋口翔太郎 阪口詩織 高橋宏郁                                                              | 田仲太朗 阪口詩織          | 10月15日       |
| 第三話   | 仲間         | 橋口翔太郎        | 川口太詩 | 松本勝次 森悦史 飯飼一幸 林隆祥 宮かなえ 高橋宏郁 秋山優香 川口太詩                                | 田仲太朗 阪口詩織 川口太詩 | 10月22日       |
| 第四話   | 結成         | 樋口香里          | 黒瀬大輔 | 前田義弘 飯飼一幸 ふたふさ 菊池一真 堤将太 高橋宏郁 秋山優香                                       | 田仲太朗 阪口詩織          | 10月29日       |
| 第五話   | 細剣         | 宮崎なぎさ        | 北川正人 | 櫻井拓郎 法村勝太 簾畑由実 森悦史 飯飼一幸 松本勝次 福江光恵 松本純子 秋山優香 高橋宏郁 稲垣茉莉子 | 田仲太朗 阪口詩織          | 11月5日        |
| 第六話   | 本戦         | 須永司            | 川口太詩 | 阪口詩織 法村勝太 稲垣茉莉子 石川樹 秋山優香 関藤寛生 KO SEO YOUNG KIM JEONG-RIM AR CREATIVE       | 阪口詩織                   | 11月12日       |
| 第七話   | 魔獣         | 宮崎なぎさ        | 川口太詩 | 阪口詩織 関藤寛生 高橋宏郁 橋口翔太郎                                                              | 田仲太朗 阪口詩織          | 11月19日       |
| 第八話   | 激突         | 須永司            | 黒瀬大輔 | 高橋宏郁 関藤寛生 秋山優香 石川樹 法村勝太 Ko Seoyoung Kim Jungrim Hwang youseon Park Sanho        | 田仲太朗 阪口詩織          | 11月26日       |
| 第九話   | 決着         | 川口太詩 阪口詩織 | 川口太詩 | 高橋宏郁 阪口詩織 田仲太朗                                                                         | 田仲太朗 阪口詩織          | 12月3日        |
| 第十話   | 休息         | 宮崎なぎさ        | 北川正人 | 稲垣茉莉子 橋口翔太郎 高橋宏郁 関藤寛生                                                            | 田仲太朗 阪口詩織          | 12月10日       |
| 第十一話 | 襲撃         | 宮崎なぎさ        | 川口太詩 | 高橋宏郁 阪口詩織 田仲太朗 関藤寛生 能地清 飯飼一幸 川口太詩                                       | 田仲太朗 阪口詩織 川口太詩 | 12月17日       |
| 第十二話 | アンチメイジ | 川口太詩 阪口詩織 | 川口太詩 | 田仲太朗 阪口詩織 関藤寛生 高橋宏郁 橋口翔太郎                                                     | 田仲太朗 阪口詩織          | 12月24日       |

### 放送局
| 放送期間                  | 放送時間                     | 放送局       | 対象地域   | 備考                                     |
| ------------------------- | ---------------------------- | ------------ | ---------- | ---------------------------------------- |
| 2023年10月8日 - 12月24日  | 日曜 0:00 - 0:30（土曜深夜） | TOKYO MX     | 東京都     |                                          |
|                           |                              | BS11         | 日本全域   | BS放送 / 『ANIME+』枠                    |
|                           |                              | 群馬テレビ   | 群馬県     |                                          |
|                           |                              | とちぎテレビ | 栃木県     |                                          |
|                           | 日曜 3:08 - 3:38（土曜深夜） | 毎日放送     | 近畿広域圏 | 『アニメシャワー』第3部                  |
| 2023年10月13日 - 12月24日 | 日曜 1:55 - 2:25（土曜深夜） | 中京テレビ   | 中京広域圏 | 初回は金曜 2:39 - 3:09（木曜深夜）に放送 |
| 2023年10月13日 - 12月29日 | 金曜 20:00 - 20:30           | AT-X         | 日本全域   | CS放送 / 字幕放送 / リピート放送あり     |

| 配信開始日     | 配信時間                   | 配信サイト                                                                                          |
| -------------- | -------------------------- | --------------------------------------------------------------------------------------------------- |
| 2023年10月8日  | 日曜 0:30（土曜深夜） 更新 | dアニメストア （本店・ニコニコ支店・for Prime Video） U-NEXT アニメ放題                             |
| 2023年10月10日 | 火曜 12:00 更新            | FOD ABEMAビデオ バンダイチャンネル Hulu Lemino Amazon Prime Video ニコニコチャンネル Netflix DMM TV |
|                | 火曜 22:00 - 22:30         | ABEMA                                                                                               |
|                | 火曜 23:30 - 水曜 0:00     | ニコニコ生放送                                                                                      |
| 2023年10月11日 | 水曜 0:00 更新             | TELASA J:COMオンデマンド milplus スマートパスプレミアム                                             |

### BD / DVD
| 巻 | 発売日        | 収録話          | 規格品番      | 規格品番      |
| 巻 | 発売日        | 収録話          | BD            | DVD           |
| -- | ------------- | --------------- | ------------- | ------------- |
| 1  | 2024年1月10日 | 第1話 - 第2話   | ANZX-16201/2  | ANZB-16201/2  |
| 2  | 2024年2月7日  | 第3話 - 第4話   | ANZX-16203/4  | ANZB-16203/4  |
| 3  | 2024年3月6日  | 第5話 - 第6話   | ANZX-16205/6  | ANZB-16205/6  |
| 4  | 2024年4月3日  | 第7話 - 第8話   | ANZX-16207/8  | ANZB-16207/8  |
| 5  | 2024年5月1日  | 第9話 - 第10話  | ANZX-16209/10 | ANZB-16209/10 |
| 6  | 2024年6月5日  | 第11話 - 第12話 | ANZX-16211/2  | ANZB-16211/2  |

### WEBラジオ
2023年10月6日から2024年1月5日まで音泉にて毎月1回『帰還者のラジオは特別です』が配信された。担当パーソナリティはロマンティカ役の鈴代紗弓とプラム役の藤原夏海。
　ゲスト
　第4回(2024年1月5日) 寺島拓篤